# Recep İvedik 5
Pour plus de détails, voir Fiche technique et Distribution.
Recep İvedik 5 est une comédie turque réalisée par Togan Gökbakar, sortie le 16 février 2017.
Elle connait un énorme succès dans son pays en totalisant près de 7,8 millions d'entrées au box-office turc de 2017.

## Synopsis
Après le décès de son ami Ismet, Recep İvedik, inconsolable, décide d'aller aider la veuve de celui-ci. Il prend la route avec Nurullah pour effectuer le dernier contrat d'Ismet, chauffeur de bus. Alors qu'il pense que le voyage sera court, Recep découvre que la mission consiste à transporter un groupe de jeunes athlètes à l'étranger pour une compétition sportive internationale.
La situation se complique quand les membres de l'équipe font face à une grave catastrophe et que Recep décide de prendre le contrôle. Après avoir décidé que la seule façon de sortir de ce pétrin était de gagner aux épreuves, Recep tente de les remporter avec ses méthodes particulières, provoquant évidemment une suite d'événements drôles et désastreux.

## Distribution
- Şahan Gökbakar : Recep İvedik
- Çağlar Salman
- Orkan Varan
- Deniz Ceylan